# Pątnów (gemeente)
De gemeente Pątnów is een landgemeente in het Poolse woiwodschap Łódź, in powiat Wieluński.
De zetel van de gemeente is in Pątnów.
Op 30 juni 2004 telde de gemeente 6502 inwoners.

## Oppervlakte gegevens
In 2002 bedroeg de totale oppervlakte van gemeente Pątnów 114,3 km², waarvan:
- agrarisch gebied: 60%
- bossen: 34%

De gemeente beslaat 12,32% van de totale oppervlakte van de powiat.

## Demografie
Stand op 30 juni 2004:
| Omschrijving                   | Totaal | Totaal | Vrouwen | Vrouwen | Mannen | Mannen |
| ------------------------------ | ------ | ------ | ------- | ------- | ------ | ------ |
| eenheid                        | aantal | %      | aantal  | %       | aantal | %      |
| inwoners                       | 6502   | 100    | 3298    | 50,7    | 3204   | 49,3   |
| bevolkingsdichtheid (inw./km²) | 56,9   | 56,9   | 28,9    | 28,9    | 28     | 28     |

In 2002 bedroeg het gemiddelde inkomen per inwoner 1302,04 zł.

## Administratieve plaatsen (sołectwo)
Bieniec, Dzietrzniki, Grabowa, Grębień, Józefów, Kałuże, Kamionka, Kluski, Pątnów, Popowice, Załęcze Małe, Załęcze Wielkie.

## Aangrenzende gemeenten
Działoszyn, Lipie, Mokrsko, Praszka, Rudniki, Wieluń, Wierzchlas